# Beaux Banks
Beaux Banks (Annapolis, MD, USA, 9 de septiembre de 1993) es un actor pornográfico y modelo adulto estadounidense.

## Biografía
Antes de iniciar su carrera trabajo como conductor y presentador. Ha modelado para la ropa de Andrew Christian. Ha aparecido como él mismo en múltiples programas de televisión. También ha acumulado más de 130.000 seguidores en su cuenta de Instagram.

## Premios y nominaciones
| Año  | Premio               | Categoría                                                                    | Resultado | Ref.  |
| ---- | -------------------- | ---------------------------------------------------------------------------- | --------- | ----- |
| 2018 | Str8UpGayPorn Awards | Best Butt                                                                    | Nominado  | [ 2 ] |
| 2018 | Str8UpGayPorn Awards | Best Newcomer                                                                | Nominado  | [ 2 ] |
| 2018 | GAYVN                | Best Duo Sex Scene, Dark Matter (2017)                                       | Nominado  | [ 2 ] |
| 2018 | GAYVN                | Best Newcomer                                                                | Nominado  | [ 2 ] |
| 2018 | GAYVN                | Fan Award: Favorite Butt                                                     | Nominado  | [ 2 ] |
| 2018 | GAYVN                | Fan Award: Favorite Twink                                                    | Nominado  | [ 2 ] |
| 2018 | GAYVN                | Fan Award: Hottest Newcomer                                                  | Nominado  | [ 2 ] |
| 2019 | Grabby Awards        | Hottest Bottom                                                               | Nominado  | [ 2 ] |
| 2019 | Grabby Awards        | Hottest Rimming, Photoshoot (2018)                                           | Ganador   | [ 2 ] |
| 2019 | GAYVN                | Best Fetish Sex Scene, Gear Play (2018)                                      | Nominado  | [ 2 ] |
| 2019 | GAYVN                | Best Group Sex Scene, Three Wishes (2018)                                    | Nominado  | [ 2 ] |
| 2019 | GAYVN                | Fan Award: Favorite Butt                                                     | Ganador   | [ 2 ] |
| 2020 | Cybersocket Awards   | Best Porn Star                                                               | Nominado  | [ 2 ] |
| 2020 | GAYVN                | Best Supporting Actor, Girls Night (II) (2019)                               | Nominado  | [ 2 ] |
| 2020 | GAYVN                | Best Three-Way Sex Scene, Drive the Beauxt (2019)                            | Nominado  | [ 2 ] |
| 2020 | GAYVN                | Fan Award: Favorite Butt                                                     | Ganador   | [ 2 ] |
| 2020 | Str8UpGayPorn Awards | Favorite Butt                                                                | Nominado  | [ 2 ] |
| 2020 | Str8UpGayPorn Awards | Favorite Group Scene, Men Bang 3 (2019)                                      | Nominado  | [ 2 ] |
| 2020 | Str8UpGayPorn Awards | Performer of the Year                                                        | Nominado  | [ 2 ] |
| 2021 | GAYVN                | Best Actor, Rise Of The Sirens 1 (2020)                                      | Nominado  | [ 2 ] |
| 2021 | GAYVN                | Best Quarantine Scene, Model Behavior: Play: Lions, Tigers, And Bears (2020) | Nominado  | [ 2 ] |
| 2021 | XBIZ Awards          | Best Sex Scene - Gay, Gamer Spoils (2019)                                    | Nominado  | [ 2 ] |
| 2021 | XBIZ Awards          | Best Sex Scene - Gay, Cake Shop (2020)                                       | Nominado  | [ 2 ] |